# Ioan Tarnița
Ioan Tarnița a fost delegat titular la Marea Adunare Națională de la Alba Iulia din partea cercului Electoral Dej.